# Valea Șesii (gmina Bucium)
Valea Șesii – wieś w Rumunii, w okręgu Alba, w gminie Bucium. W 2011 roku liczyła 134 mieszkańców.